# Tito (piłkarz)
Tito, właśc. Alberto Ortiz Moreno (kat. Albert Ortiz Moreno, ur. 24 maja 1985 w Santa Coloma de Gramenet) – hiszpański piłkarz, występujący na pozycji pomocnika.

## Kariera klubowa
Wychowanek klubu UDA Gramenet z rodzinnego miasta Santa Coloma de Gramenet. W 2004 roku włączono go do kadry piątoligowego zespołu rezerw, natomiast rok później zasilił szeregi pierwszej drużyny, w której grał w latach 2005–2007 w Segunda División B. Latem 2007 roku podpisał trzyletni kontrakt z RCD Espanyol B, skąd po jednym sezonie wypożyczono go na rok do Legii Warszawa prowadzonej przez Jana Urbana. W rundzie jesiennej sezonu 2008/09 rozegrał on w Ekstraklasie 2 mecze, debiutując 31 sierpnia 2008 w wygranym 3:0 spotkaniu z Górnikiem Zabrze. W lutym 2009 roku podczas meczu sparingowego złamał kość śródstopia, co wiązało się dla niego z trzymiesięczną rehabilitacją. Po zakończeniu okresu wypożyczenia Legia nie zdecydowała się skorzystać z opcji pierwokupu. Latem 2009 roku powrócił on do rezerw RCD Espanyol, gdzie wypełnił trwającą do czerwca 2010 roku umowę.
W sezonie 2010/11 Tito był graczem klubu Benidorm CF, który po zakończeniu rozgrywek ogłosił bankructwo. W lipcu 2011 roku wziął on udział w turnieju dla bezrobotnych piłkarzy w Rijnsburgu, zorganizowanym przez FIFPro. Wkrótce po tym podpisał kontrakt z UE Llagostera. W latach 2011–2016 rozegrał w barwach tego zespołu 159 ligowych spotkań, w których zdobył 3 bramki. W 2014 roku wywalczył z Llagosterą pierwszy w historii tego klubu awans do Segunda División. W sezonie 2016/17 grał w UCAM Murcia CF, gdzie zanotował 30 występów i strzelił 4 gole. Latem 2017 roku odszedł do CF Reus Deportiu, dla którego rozegrał 29 spotkań. W rundzie jesiennej sezonu 2018/19 w wyniku problemów finansowych klubu nie został on zgłoszony do rozgrywek i nie rozegrał żadnego oficjalnego meczu. W grudniu 2018 roku z powodu trzymiesięcznych zaległości w płatnościach wypowiedział swoją umowę. W styczniu 2019 roku podpisał kontrakt z norweskim klubem Sandefjord Fotball (1. Divisjon).